# Higashikawa
Higashikawa (東川町, Higashikawa-chō) és una vila i municipi de la subprefectura de Kamikawa, a Hokkaido, Japó i pertanyent al districte de Kamikawa. Higashikawa, igual que la majoria de municipis del seu voltant, és una vila agrària i amb poca població.

## Geografia
La vila de Higashikawa es troba localitzada al centre geogràfic de la subprefectura de Kamikawa, al centre de l'illa de Hokkaido. El terme municipal de Higashikawa limita amb els de Kamikawa al nord i a l'est, amb Biei al sud, amb Higashi-Kagura a l'oest i amb Asahikawa, la capital subprefectural, al nord i nord-oest.

## Història
L'any 1906 es va crear el poble de Higashikawa (東川村, Higashikawa-mura) com una escissió de l'actualment desapareguda vila de Higashi-Asahikawa. L'any 1959, Higashikawa va assolir la seua actual categoria de vila.

## Demografia
| 1920  | 1930  | 1940  | 1950   | 1960   | 1970  | 1980  |
| ----- | ----- | ----- | ------ | ------ | ----- | ----- |
| 8.009 | 8.406 | 9.036 | 10.754 | 10.139 | 8.204 | 7.774 |
| 1990  | 2000  | 2010  | 2020   | 2030   | 2040  | 2050  |
| 7.418 | 7.671 | 7.859 | 8.295  | -      | -     | -     |

## Transport

### Ferrocarril
A la vila de Higashikawa no hi ha cap estació de ferrocarril, sent la més propera l'estació d'Asahikawa, a la capital subprefectural: Asahikawa.

### Carretera
Pel terme municipal de Higashikawa no passa cap carretera nacional, només les d'àmbit prefectural.

## Agermanaments
Higashikawa està agermanada amb els següents municipis:
- Canmore, província d'Alberta, Canadà. (12 de juliol de 1989)
- Rūjiena, municipi de Rūjiena, Letònia. (17 de juliol de 2008)
- Aniva, óblast de Sakhalín, Rússia. (18 de setembre de 2019)